# Macaranga salicifolia
Macaranga salicifolia är en törelväxtart som beskrevs av Airy Shaw. Macaranga salicifolia ingår i släktet Macaranga och familjen törelväxter. Inga underarter finns listade i Catalogue of Life.